# Черниговка (Томская область)
Черниговка — исчезнувшая деревня в Колпашевском районе Томской области. На момент упразднения входила в состав Саровского сельсовета. Упразднена в 1976 году.

## География
Деревня располагалась на правом берегу протоки Орловская реки Обь, напротив острова Касогасовский, в 6 км (по прямой) к северо-западу от посёлка Большая Саровка.

## История
Деревня была основана в 1942 году как лесоучасток Нарымской окружной конторы Главмясмолпром.
До 1952 года в Тискинском сельсовете, до 1963 г. — в Новоильинском.
В 1960-е годы деревня попала в разряд не перспективных и по планам должна была быть сселена к 1975 году.
Решением № 300 Томского облисполкома от 1 декабря 1976 г.в связи с выездом населения деревня Черниговка исключена из учётных данных.

## Население
| 1952 | 1959 | 1970 |
| ---- | ---- | ---- |
| 187  | ↗436 | ↘211 |